# Валафрид Страбон
Валафрид Страбон или Валахфрид (на немски: Walahfrid Strabo, Strabus; на латински: Walafridus Strabo, * 808/809, † 18 август 849) е бенедиктинец, немски латински поет, писател, ботаник, дипломат по времето на Каролингите и от 838 до 849 г. абат на манастир Райхенау.

## Биография
Роден е през 808-809 година на Боденското езеро. Той е от беден алемански произход и като дете родителите му го дават в манастир Райхенау. През 825 г. продължава да следва в манастир Фулда, където му преподава Рабан Мавър. Там се сприятелява с Готшалк от Орбе. От 829 до 838 г. той е в двора на император Лудвиг Благочестиви в Аахен и там е каплан на императрица Юдит и възпитател на Карл Плешиви.
Император Лудвиг Благочестиви назначава Валахфрид през 838 г. за абат на манастир Райхенау. След смъртта на Лудвиг Благочестиви в братската война за трона, той е на страната на Лотар I и затова трябва да напусне манастир Райхенау, понеже той е под властта на Лудвиг Немски. Две години той е в изгнание в Шпайер, връща се през 842 г. отново на службата си.
На 18 август 849 година Валахфрид се удавя в Лоара на 40-годишна възраст.

## Произведения
Валафрид е от най-значимите поети от Каролингския Ренесанс. През 824 г. той пише книгата „Visio Wettini“ в латински хексаметри за следсмъртното пътуване на неговия учител Вети, която първо е писана в проза от абат Хайто.
През 840 г. пише „Liber de cultura hortorum“ („Книгата за градината“), също известна като „Hortulus“, едно от най-значимите произведения по ботаника през Средновековието. Във версия той показва 24 лечителни растения.
Друго значимо негово произведение е „De imagine Tetrici“, една критика на изместването на статуята на остготския крал Теодорих Велики по нареждане на Карл Велики от Равена в Аахен.
„Codex Sangallensis“ от 878 г. съдържа така наречения Vademecum на Валафрид, негов личен дневник, започнат от младежките му години за граматика и метрика, за забележителни събития, за медицина и земеделие.